# 图菲兰迪亚
图菲兰迪亚是巴西马拉尼昂州的一个市镇。总面积276.924平方公里，总人口5443人，人口密度19.7人/平方公里。